# Cyrkuny
Cyrkuny (ukr. Тернова) – wieś na Ukrainie, w obwodzie charkowskim, w rejonie charkowskim. W 2001 liczyła 6310 mieszkańców.